# Palazzo Ming
Il Palazzo Ming (明故宫T, Míng GùgōngP, lett. "Antico Palazzo Ming") o " Città Proibita di Nanchino ", era il palazzo imperiale usato nel XIV secolo della dinastia Ming quando la capitale imperiale della Cina era Nanchino.

## Storia

### XIV secolo
Zhu Yuanzhang, fondatore e primo imperatore della dinastia Ming, iniziò a costruire un palazzo in quello che all'epoca era noto come Jiankang nel 1367. A quel tempo, si autoproclamò "Re di Wu ". Il palazzo fu costruito fuori dalla città esistente di Jiankang e fu completato nel 1368. Al termine dei lavori, Zhu fondò formalmente la dinastia e si proclamò imperatore con il nome di Hongwu, ribattezzando al contempo Jiankang "Capitale Meridionale" ( "Nanchino" ) dell'impero. Nei successivi anni, pochi cambiamenti furono apportati al palazzo di Nanchino mentre l'imperatore si concentrava sulla costruzione della "Capitale Centrale" presso la sua città natale: Fengyang.
Nel 1373, Hongwu riportò la sua attenzione a Nanchino con un sostanziale programma di espansione e ristrutturazione del palazzo che fu completato nel 1375. Ulteriori lavori d'espansione si ebbero nel 1392. Nel 1398, Hongwu morì e gli successe il nipote, il giovane Jianwen che venne ben presto trascinato in una guerra civile dallo zio Zhu Di.

### XV-XVIII secolo
Nel 1402, Zhu Di conquistò Nanchino e salì al trono come imperatore Yongle. Jianwen scomparve in un incendio nel palazzo imperiale.
L'imperatore Yongle, già Principe di Yan con sede nell'allora Beiping (Pechino ), elevò Beiping allo status di seconda capitale, mutandone il nome Beijing "Capitale Settentrionale". Zhu Di avviò poi una possente ristrutturazione della città, facendone il nuovo centro politico e culturale dell'impero. Nel 1420, Yongle spostò la sua residenza nella Città Proibita di Pechino sancendone il primato rispetto alle altre capitali imperiali. Nanchino mantenne lo status di capitale "di riserva" per quasi tre secoli dell'era Ming, dotata pertanto di un tribunale di "riserva" e ministeri di "riserva". Il Palazzo Ming fu affidato ai funzionari del Dipartimento della Famiglia Imperiale. La struttura venne danneggiata da diversi incendi: es. nel 1449 le tre sale principali della corte esterna (sede cerimoniale del governo) bruciarono e non furono mai ricostruite.
Dopo la caduta di Pechino nelle mani dei ribelli di Li Zicheng (cui fece seguito l'affermarsi della dinastia Qing ) nel 1644, Palazzo Ming a Nanchino tornò brevemente sede del governo del Principe di Fu, incoronato imperatore Hongguang (il primo della fallimentare serie d'imperatori della c.d. dinastia Ming meridionale). Hongguang iniziò a ricostruire alcune sezioni del palazzo andate distrutte nel corso dei secoli.
Già nel 1645 gli eserciti di Qing raggiunsero Nanchino. L'imperatore Hongguang fuggì e i funzionari della corte di "riserva" si arresero. Sotto la dinastia Qing, il settore di Nanchino fu presidiato dagli eserciti Manciù delle c.d. Otto Bandiere e Palazzo Ming divenne lo yamen di due comandi militari. Durante la dinastia Qing, il palazzo fu gradualmente demolito, con pietre e sculture portate via per essere utilizzate come materiale da costruzione ed elemento decorativo in altri progetti.
Al tempo dell'imperatore Kangxi e dei viaggi dell'imperatore Qianlong a Nanchino nei secoli XVII e XVIII, Palazzo Ming era ormai in rovina e i due imperatori soggiornarono altrove.

### XIX secolo
Quando i leader della rivoluzione di Taiping dichiararono Nanchino la capitale del Regno Celeste di Taiping, scelsero di non restaurare il palazzo dei Ming ma di costruire il Palazzo del Re Celeste. Durante i lavori, prelevarono una grande quantità di materiale da costruzione dai resti di Palazzo Ming lasciando quasi nulla degli edifici e delle mura. Quando i rivoltosi furono sconfitti, le truppe di Qing distrussero il nuovo palazzo (1864) e costruirono nuovi edifici governativi in stile tradizionale in quel sito.

### XX secolo
La Repubblica di Cina (1912-49) riportò a Nanchino la capitale nel 1928 e trasformò uno degli edifici Qing nel Palazzo presidenziale . Lo sviluppo pianificato della capitale prevedeva la costruzione di una nuova zona esecutiva centrale, attorno al Palazzo presidenziale, sull'ex complesso di Palazzo Ming. Il piano non fu mai completato. Nel 1929, una strada principale, l'attuale East Zhongshan Road, fu costruita in una direzione est-ovest attraverso il sito del complesso palaziale, dividendolo in due porzioni, una settentrionale e l'altra meridionale.
Negli anni '30 del secolo scorso furono costruiti una serie di edifici all'interno e intorno alla parte settentrionale del sito di Palazzo Ming, inclusi gli uffici di due organi del Kuomintang, in uno stile "neoclassico" che rimanda all'architettura tradizionale del palazzo, collocati simmetricamente vicino alle vecchie porte orientale e occidentale. Anche il Museo Nazionale Centrale, l'attuale edificio del Museo di Nanchino, fu costruito nella parte settentrionale. La parte meridionale divenne una piccola pista di atterraggio. La costruzione della pista di atterraggio portò alla demolizione dei due bracci sporgenti della Porta Meridiana, l'impressionante ex porta d'ingresso del complesso palaziale.

## Palazzo Ming oggi
Nessun edificio del vecchio complesso sopravvive oggi. Sono invece presenti, tra le altre strutture, le piattaforme della Porta Meridiana, della Gloriosa Porta Orientale (Donghua) e della Porta della Pace (Xi'an) a occidente. Non sono sopravvissuti i battenti delle porte e la struttura "ad ali" della Porta Meridionale è stata demolita. Sono anche presenti i ponti che traversavano il Fiume dell'Acqua Dorata, lungo l'asse nord-sud del complesso, l'uno appena dentro e l'altro appena fuori dall'ingresso. Un certo numero di elementi di colonne e sculture in pietra sopravvivono e sono state scavate alcune delle fondamenta.
Il sito delle tre sale della corte esterna è stato adibito a parco commemorativo, come l'area intorno alla Porta Meridiana. Molte delle rimanenti sculture in pietra e componenti architettoniche del palazzo sono state spostate in quest'ultimo parco per ragioni espositive.
Grandi parti del complesso palaziale sono ora occupate da varie agenzie e organizzazioni come l'Università aeronautica e aerospaziale di Nanchino, gli Archivi del Distretto militare di Nanchino e l'Archivio storico n. 2 della Cina.

## Trasporti
Il palazzo è accessibile dalla stazione Minggugong della metropolitana di Nanchino.

## Galleria d'immagini

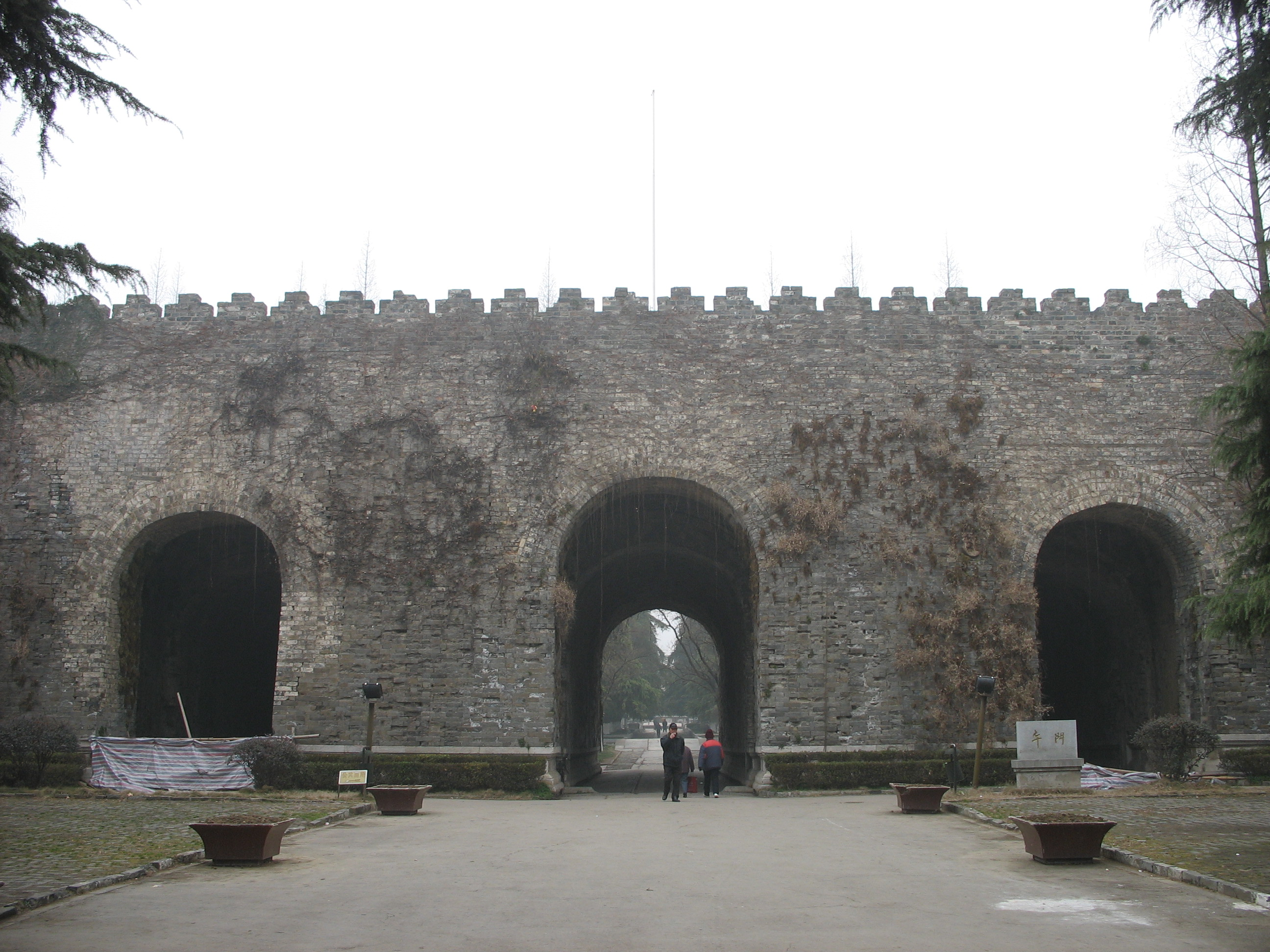
La Porta Meridiana vista dal lato esterno meridionale
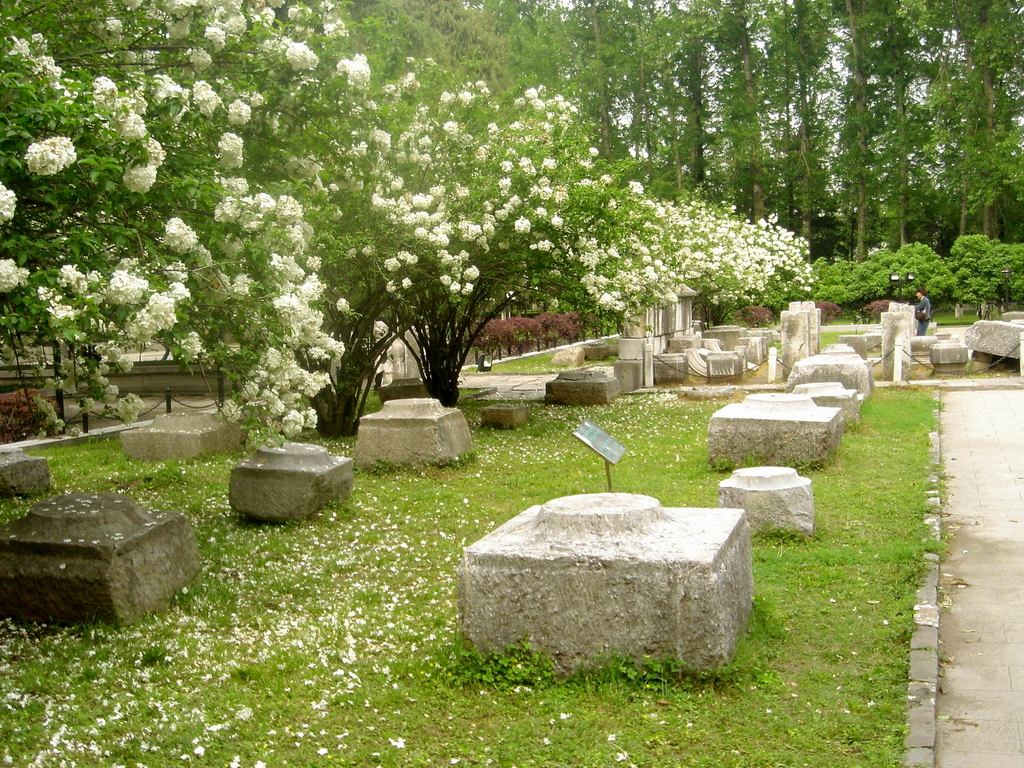
Basamenti di colonne
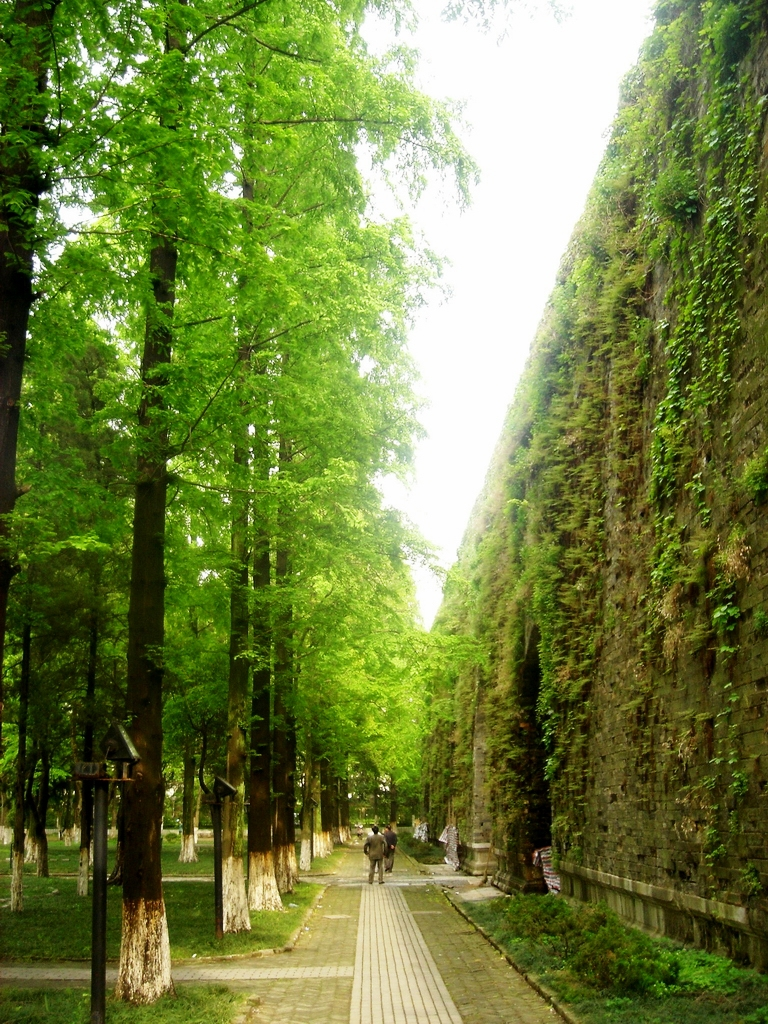
Parco della Porta Meridiana
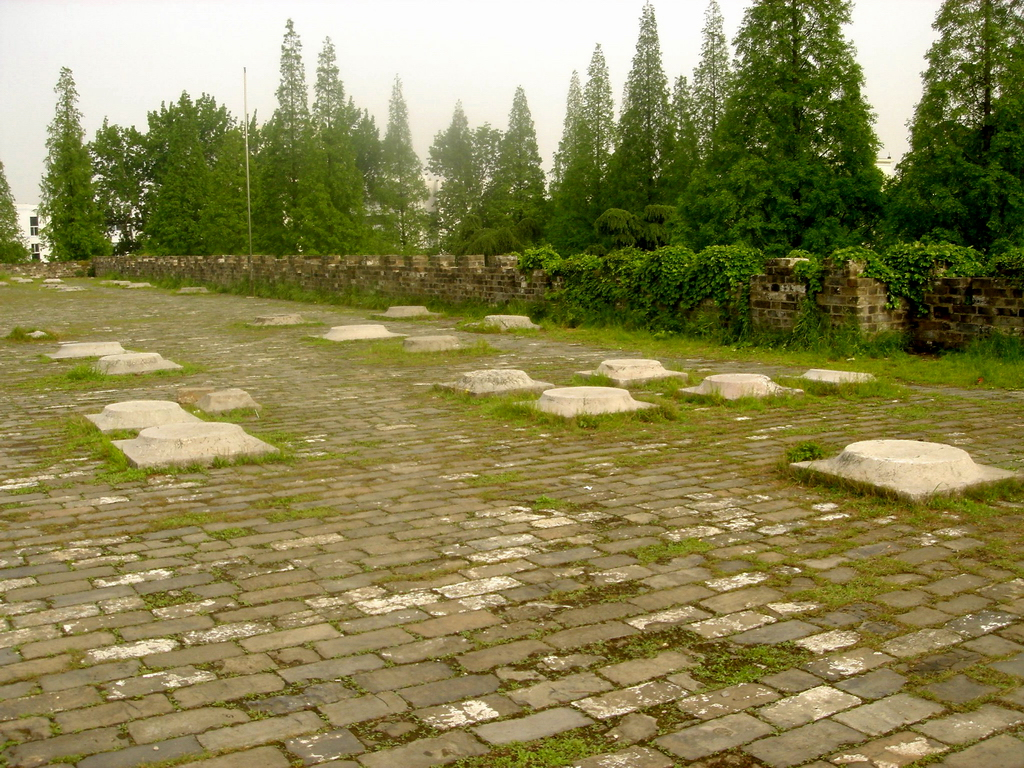
Basamenti di colonne
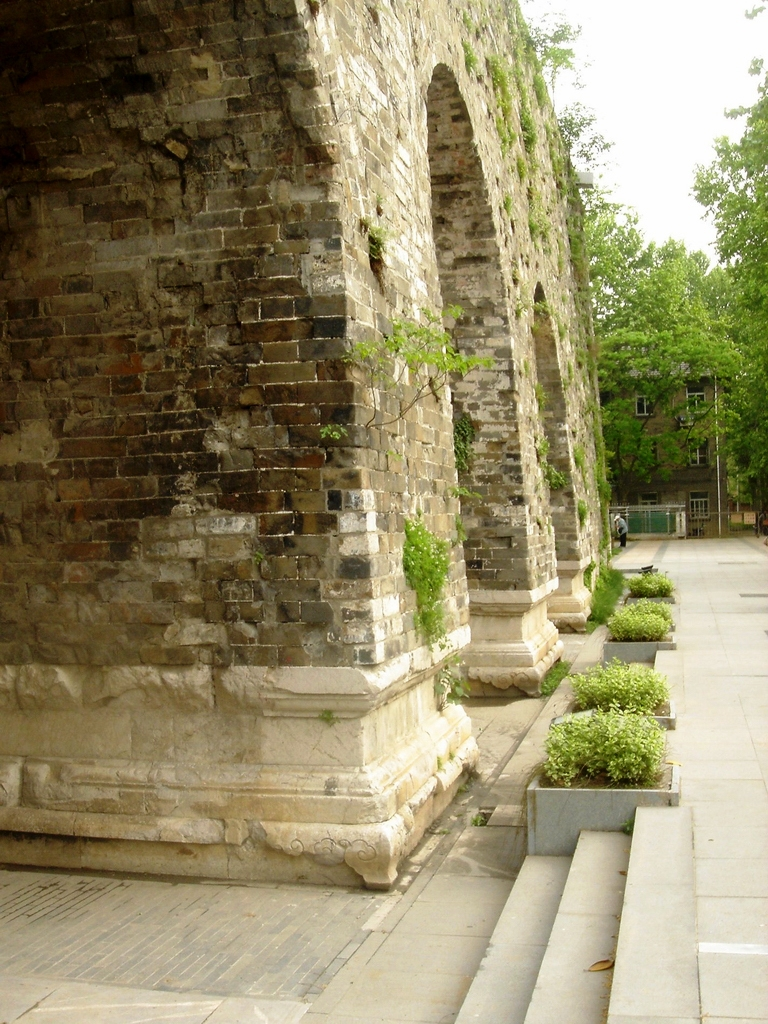
"Gloriosa Porta Orientale" (Donghua)
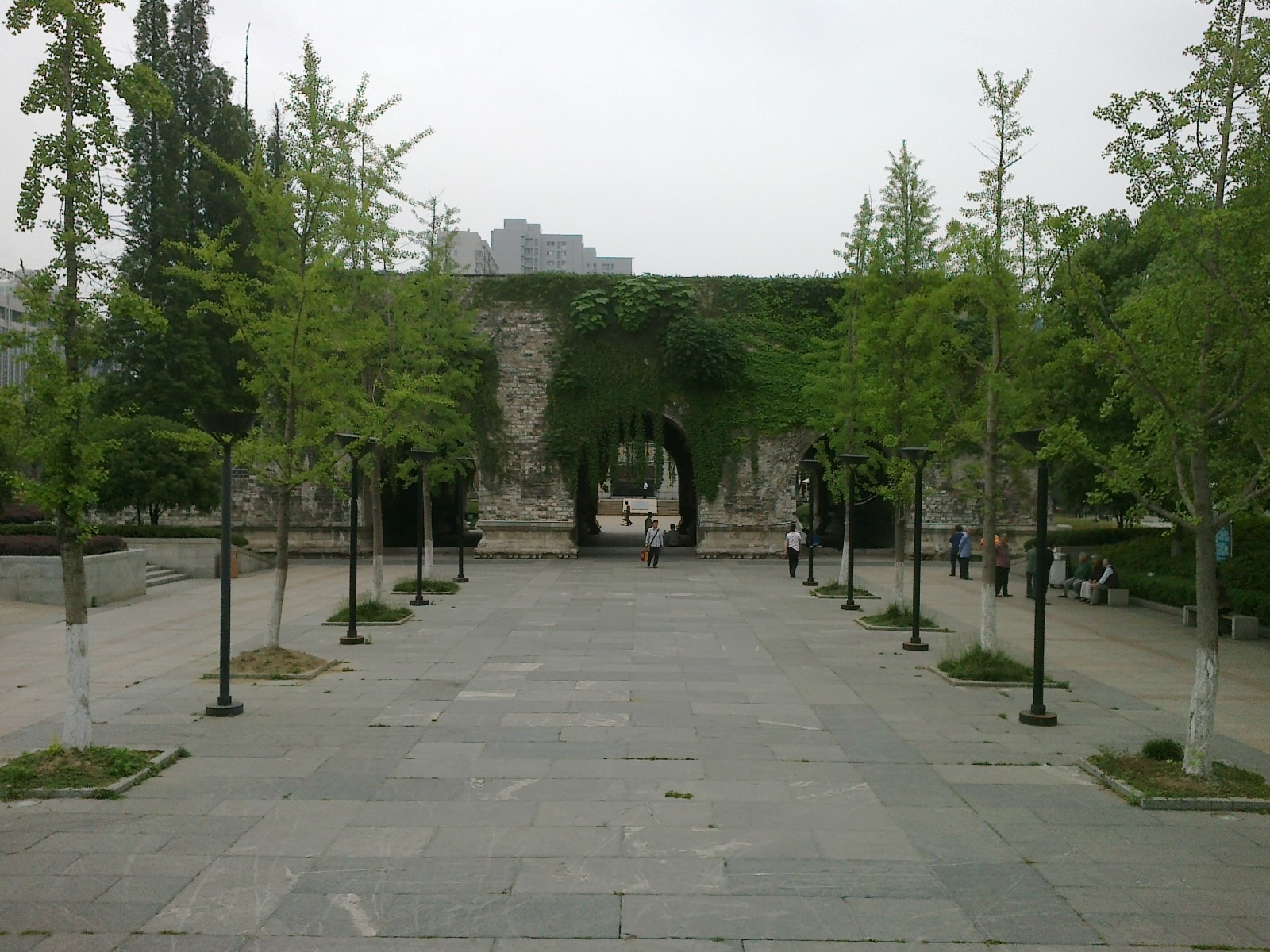
Porta Occidentale (Xi'an)